# Prattsburgh
Prattsburgh es un pueblo ubicado en el condado de Steuben en el estado estadounidense de Nueva York. En el año 2000 tenía una población de 2,064 habitantes y una densidad poblacional de 15 personas por km².

## Geografía
Prattsburgh se encuentra ubicado en las coordenadas 42°32′14″N 77°20′07″O / 42.53722, -77.33528.

## Demografía
Según la Oficina del Censo en 2000 los ingresos medios por hogar en la localidad eran de $32,150, y los ingresos medios por familia eran $36,250. Los hombres tenían unos ingresos medios de $28,421 frente a los $20,625 para las mujeres. La renta per cápita para la localidad era de $15,008. Alrededor del 17.5% de la población estaban por debajo del umbral de pobreza.